# Oporoka
Oporoka, testament ali izjava poslednje volje je enostranski pravni akt, s katerim oseba razpolaga s svojim premoženjem za primer smrti. Vsaka nova veljavna oporoka razveljavi prejšnjo.
Je strogo oseben posel v katerem ni moč zastopati oporočitelja, ki mora biti opravljen v obliki kakršno predpisuje zakon.
Vsebina oporoke je lahko raznolika. Oporočitelj lahko v oporoki npr. določi, kdo bo to premoženje podedoval (dedič), naklonila drugim osebam (volilojemnikom), naloge (pogoje) dediču in volilojemniku, prizna očetovstvo ali določi kaj drugega. 
Poroka je izpodbojna, če njena določila prikrajšajo pravice nujnega dediča ali določajo dediča, ki po zakonu ni možen. Če ni veljavne oporoke oziroma je ta neveljavna, se deduje kot po zakonu. Oporoka je akt nadrejen zakonitem dedovanju, zato se jo skuša ohraniti v tem večji meri (in favorem testamenti).
Oporoko se lahko rekonstruira, če je bila oporoka uničena po naključju ali z dejanjem druge osebe, brez vednosti in volje oporočitelja. Takšna oporoka ne izgubi pravnega učinka. Vsebino oporoke in izpolnjene pogoje za oporoko je tako treba dokazati.

## Oblika
- Mednarodna oporoka
  - Ustna oporoka v nujnih primerih
  - Holografska oporoka
  - Sodna oporoka
    - Oporoka sestavljena na ladji
    - Vojaška oporoka
    - Oporoka sestavljena v tujini

  - Alografska oporoka
  - Notarska oporoka

## Pogoji
- Oporočna sposobnost (v Sloveniji je sposoben napraviti oporoko vsakdo, ki je razsoden in je dopolnil 15 let)
- Izjava volje mora biti usmerjena v nastanek, spremembo ali preklic oporoke, mora tudi ustrezati pravi in resnični volji zapustnika.
- Izpodbojna je s silo ali grožnjo izsiljena oporoka, prav tako tudi oporoka napravljena iz zvijače, zmote ali celo zmote v nagibu.
- Nična je oporoka, ki je navidezen posel, ki prikriva drug pravni posel
- Izpodbojna je oporoka, ki vsebuje miselni pridržek
- Nekatere oporoke imajo dodatne pogoje, ki so posledica njihove drugačnosti (sposobnosti prič, pismenost...)

## Preklic oporoke
Preklic je lahko opravi oporočitelj vsak čas. Preklicu se ni moč odpovedati. Lahko se prekliče celo ali le del oporoke. Preklic je dejanje kot izjava v obliki oporoke, fizično uničenje, naprava nove oporoke ali dejanje s katerega se lahko sklepa na preklic.